# سلیمان نصر
سلیمان نصر (به عربی: سليمان نصر؛ زادهٔ ۲۴ فوریهٔ ۱۹۹۷) یک کشتی‌گیر فرنگی‌کار اهل تونس است. وی سابقه حضور در المپیک ۲۰۲۰ توکیو و المپیک ۲۰۲۴ پاریس را دارد.